# Kim Young-kil
Kim Young-kil (ur. 29 stycznia 1944) – północnokoreański piłkarz występujący na pozycji napastnika. Uczestnik Mistrzostw Świata 1966.

## Kariera klubowa
Podczas angielskiego Mundialu Kim reprezentował barwy klubu Rodongja Pjongjang.

## Kariera reprezentacyjna
Kim Young-kil występował w reprezentacji Korei Północnej w latach sześćdziesiątych. W 1965 roku uczestniczył w zwycięskich meczach eliminacji Mistrzostw Świata 1966 z Australią. Rok później pojechał na finały Mistrzostw Świata, na których był rezerwowym i nie wystąpił żadnym spotkaniu.